# Кудлачёв, Виктор Семёнович
Ви́ктор Семёнович Кудлачёв (род. 15 января 1936, Сластены) — советский и белорусский русскоязычный поэт, член Союза писателей СССР и Союза писателей БССР (1991), Союза писателей Беларуси (2006).

## Биография
Родился 15 января 1936 года в деревне Сластёны, Могилевская область в крестьянской семье. В 1944 году пошёл учиться в первый класс, летом 1945 года подорвался на мине и потерял зрение. С 1947 года учился в спецшколе для слепых детей в Гродно и одновременно — по классу баяна в детской музыкальной школе. По окончании в 1958 году Гродненского музыкально-педагогического училища до настоящего времени работает учителем пения и музыки в Гродненской школе-интернате для слепых и с ослабленным зрением детей, где когда-то учился сам. Живёт в Гродно.
С 1991 года — член Союза писателей СССР и Союза писателей БССР. С 2006 года — член Союза писателей Беларуси.
За книгу «Когда дети смеются» в 2007 году получил звание лауреата премии им. А. Дубко Гродненского облисполкома «За достижения в области культуры и искусства».
В 2008 году стал дипломантом республиканского конкурса на лучшую книгу для детей за сборник стихов «Сонца ранак падарыла».
В 2011 году поэту присвоено звание «Почётный член Союза писателей Беларуси».
В 2019 году присвоено звание «Почётный гражданин Дрибинского района».

## Творчество
Литературным творчеством занимается с 1970 года, пишет на русском языке. Его стихи впервые были напечатаны в 1972 году в областной газете «Гродненская правда». Печатается на страницах республиканский газет «Зорька», «Сельская газета», «Учительская газета». Первая книга поэта «Я расту» вышла в 1981 году. Пишет Кудлачёв преимущественно для детей. Его стихи воспитывают у детей чувство любви к людям, к отцу и матери, к добрым делам, к природе. В них много действия, использованы приёмы игры. Отдельные его стихи включены в школьные учебники.

### Избранные сочинения
- Края мой — Неман: Гродненщина литературная: Поэзия, проза, крытыч. статьи. — Минск: Маст. лит., 1986. — 300 с.
- Кудлачёв В. Я расту: Стихи. — Минск: Юность, 1981 — 24 с.
- Кудлачёв В. Я сам …: Стихи. — Минск: Юность, 1986. — 24 с.
- Ковалёва Н., Кудлачёв В., Шварц В. У кого какие сны: Стихи. — Минск: Юность, 1991. — 32 с.
- Кудлачёв В. Встреча: Сборник стихотворение. — Гродно, 1995. — 68 с.
- Кудлачёв В. С. Звезды на ладонях: Сборник произведений инвалидов по зрению, членов Союза писателей Республики Беларусь. — Минск: Веснянка, 1997. — 166 с.
- Кудлачёв В. Дали дорог: Стихи. — Гродно: ГОУТ, 2000. — 56 с.
- Кудлачёв В. Здравствуйте, дети! : Стихи, сказки, загадки, скороговорки. — Минск: Юность, 2000. — 31 с.
- Кудлачёв В. Как медведь ходил за мёдом. — Гродно, 2000.
- Кудлачёв В. С. Отец наш Неман: Стихи, рассказы, очерки, эссе: Для ст. шк. возраста / Сост. Я. И. Волны; Худ. В. П. Свентоховской. — Минск: Юность, 2001. — 510 с.
- Кудлачёв В. Нарисую город Гродно: Стихи и рассказы для детей. — Гродно, 2003. — 62 с.
- Кудлачёв В. Война глазами ребёнка. — Гродно: ГОУПП «Гродно. Тип.», 2004. — 22 с.
- Чебаков Г. маленького солиста: Песни на стихи В. Кудлачёва. — Гродно, 1999. — 20 с.
- Чебаков Г. Песни детям на стихи В. Кудлачёва. — Гродно, 2000. — 22 с.
- Чебаков Г. Что мне надо ?: Песни детям на стихи В. Кудлачёва. — Гродно, 2000. — 13 с.